# チャカルタヤ
チャカルタヤ（スペイン語: Cerro Chacaltaya）は、ボリビアアンデスのレアル山群（Cordillera Real）にある山である。標高5,395m。
ボリビアの事実上の首都ラパスの真北、約15kmに位置する。山頂直下の海抜約5,300m付近まで自動車道（未舗装）が開通し、宇宙線研究所がある。かつては自動車道の周辺海抜5,000m近辺まで鉱山が開かれていたが、現在は閉山している。また、世界最高所のスキー場があることでも知られたが、これも現在は閉鎖されている。
自動車道の終点から山頂までは標高差でわずか100m足らず、しかもなだらかな山で、登山道も非常によく整備されており、ジョッギングシューズでも登頂可能である。ただし、万年雪地帯であるから、真夏でも気温は氷点下であり、降雪・積雪もあるので、寒さ対策は必要である。また空気が非常に薄いのでわずか100mの登りでも大変にきつく、高山病の危険も伴う。
山頂部は3つの小ピークに分かれ、中央のピークが最高峰である。登山口から一番奥（北側）のピークに気象観測装置が設置されており、ここから足元の急斜面の下に無名の氷河湖を望める。晴天であればワイナ・ポトシも目の前である。
なお、チャカルタヤまで公共交通機関は運行していないが、ラパス市内から旅行会社の日帰りツアーで訪れることができる。

## ギャラリー

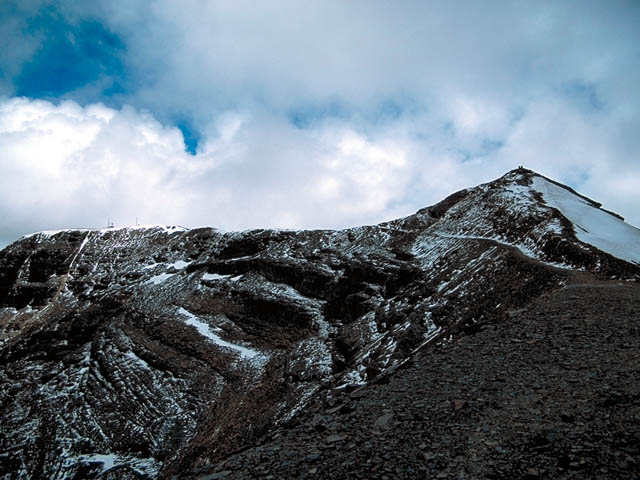
チャカルタヤ山（2001年12月）
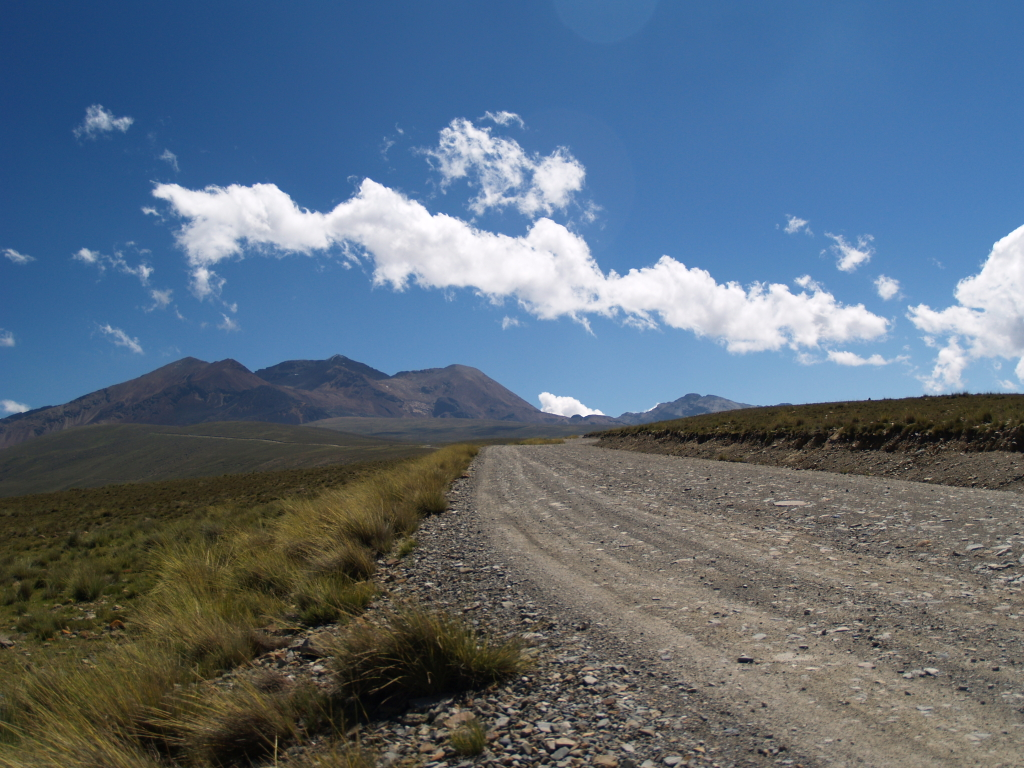
チャカルタヤ山（2010年3月）
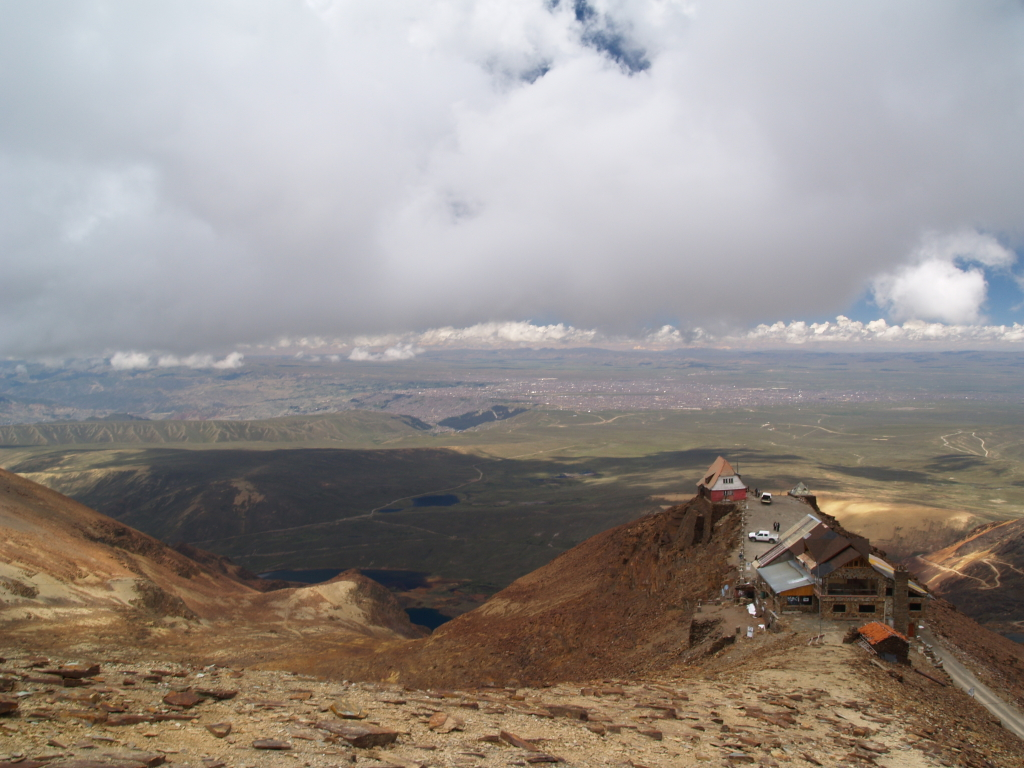
チャカルタヤ山小屋
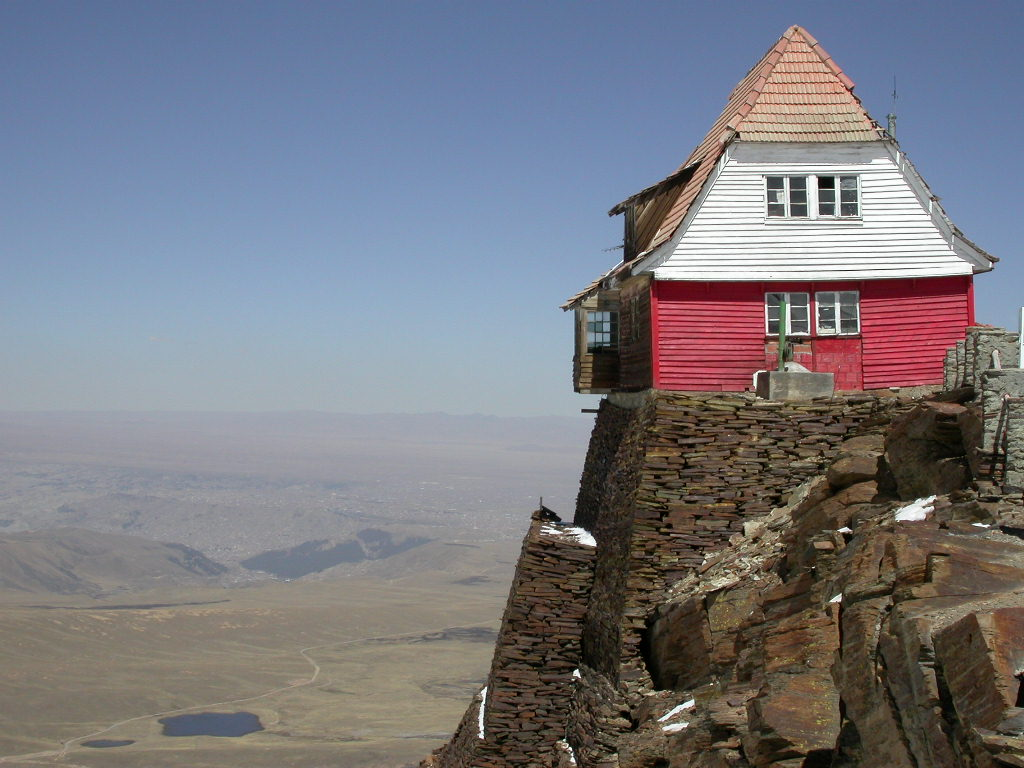
チャカルタヤ山小屋